# Uhličitan zinečnatý
Uhličitan zinečnatý (chemický vzorec ZnCO3) je bílá až šedá práškovitá látka, prakticky nerozpustná ve vodě, ovšem rozpustná v roztocích kyselin, zásad nebo čpavku. V přírodě se vyskytuje v podobě minerálu smithsonitu. Při zahřátí na teplotu nad 490 °C dochází k jeho rozkladu na oxid zinečnatý (ZnO) a oxid uhličitý (CO2).
{\displaystyle \mathrm {ZnCO_{3}\ \to \ ZnO+CO_{2}} }

## Příprava
Je možné jej připravit srážením rozpustných zinečnatých solí roztokem rozpustného uhličitanu nebo zaváděním plynného oxidu uhličitého do roztoků rozpustných zinečnatých solí. Vždy se ovšem jedná o reakci zinečnatého kationu s uhličitanovým anionem za vzniku nerozpustného uhličitanu zinečnatého (poslední rovnice znázorňuje iontový průběh reakce).
{\displaystyle \mathrm {ZnCl_{2}+Na_{2}CO_{3}\ \to \ ZnCO_{3}\downarrow +2NaCl} }
{\displaystyle \mathrm {ZnSO_{4}+Na_{2}CO_{3}\ \to \ ZnCO_{3}\downarrow +Na_{2}SO_{4}} }
{\displaystyle \mathrm {Zn^{2+}+CO_{3}^{2-}\ \to \ ZnCO_{3}\downarrow } }

## Využití
Využívá se jako bílý pigment k barvení a potisku textilu a k přípravě oxidu zinečnatého (ZnO), který se také využívá jako pigment, ale v malířství pod názvem zinková běloba. Přidává se jako plnivo do léčiv a využívá se k adsorpci sulfanu v hlubokých studních. Využívá se také jako aktivátor vulkanizačního procesu k výrobě pryže z latexu.